# Kurt Olssons sommartelevision
Kurt Olssons sommartelevision är en svensk humorserie som sändes på Sveriges Television 1989 i sex avsnitt. En uppföljare till Kurt Olssons television från 1987. I huvudrollerna som den självgode programledaren Kurt Olsson ses Lars Brandeby och som den hunsade fotografen Arne Nyström ses Hans Wiktorsson.

## Handling
I sitt egenhändigt gjorda TV-program sänder Kurt Olsson med hjälp av kameramannen Arne Nyström spännande reportage från "Verklighetens Sverige", då Kurt, Arne samt hela damorkestern är ute på "världsturné".
Andra inslag är en egenproducerad sommardeckare, där Kurt spelar de flesta rollerna. De visar även en sportserie med en rolig sommarsport per avsnitt, där Kurt oftast brukar vara sämst och surar. Det blir även tittarbrev, tävlingar och "rockvideor" med Kurt Olssons damorkester.
Programmet sänds ifrån Kurts svägerskas husvagn (han fick inte längre låna hennes kolonistuga). I varje avsnitt råkar Kurt och Arne dessutom köra fel och hamna i olika djurhagar med husvagn och allt.

## Rollista i urval
- Lars Brandeby - Kurt Olsson
- Hans Wiktorsson - Arne Nyström
- Anki Rahlskog - Gudrun

Damorkestern:
- Elisabeth Engdahl, kapellmästare, piano
- Sara Edvardsson, bas
- Vanja Holm, trummor
- Karin Johansson, trombone
- Helena Kaij, saxofon
- Gudrun, triangel
- Gunnel Samuelsson, saxofon
- Mia Samuelsson, trumpet
- Malin Silbo, trumpet
- Cecilia Wennerström, saxofon
- Helena Östblom-Berg, percussion

## Om serien
Finns utgiven i samlingsutgåva på DVD med det felstavade namnet "Kurt Olssons televison & sommartelevison".